# Regierungsdenkschriften zur Reichs- und Verfassungsreform
Mit insgesamt vier Regierungsdenkschriften zur Reichs- und Verfassungsreform bemühte sich die Bayerische Staatsregierung zwischen 1924 und 1932 um eine Reform der Weimarer Reichsverfassung zugunsten des Föderalismus. Als zweitgrößtes Land im Deutschen Reich, hinter dem übermächtigen Preußen hatte Bayern ein besonderes Interesse an einer starken Rolle der Länder.
Diese Politik regte die Debatte um eine Reichsreform an, ihr blieb jedoch der Erfolg versagt, weil sich in den Krisen der Weimarer Republik eine unitaristische Politik durchsetzte.

## Grundlagen
Bayern hatte sich schon bei der Beratung der Weimarer Verfassung gegen die Interessen des Reiches gewehrt, einheitliche Strukturen einzuführen und hatte auf föderalen Grundzügen bestanden. Wegen der Zerstrittenheit der Parteien in Bayern konnte diese Position jedoch nur wenig Kraft im Reich entfalten, so dass Bayern nur den Erhalt des Reichsrats als Länderkammer und die Zuständigkeit der Länder für die Polizei durchsetzen konnte. In Bayern und unter den bayerischen Abgeordneten des Reichstags entwickelten sich starke Strömungen, die der Weimarer Verfassung entgegenstanden. Zugleich versuchte sich Bayern unter Gustav von Kahr als „Ordnungszelle“ im Reich zu etablieren, dazu wurde der zeitweilig liberalen Politik Preußens und des Reiches eine rechte Position entgegengestellt. Die katholische Kirche griff die Kritik an der Demokratie auf, für sie war die Weimarer Republik laut einem Hirtenwort der bayerischen Bischofskonferenz „aus der Sünde der Revolution und im Fluche geboren“. Der rechte Föderalismus organisierte sich politisch in der Bayerischen Volkspartei, die im bayerischen Landtag die stärkste Fraktion stellte.

## Die Denkschriften

### Denkschrift vom Januar 1924
Der Hitlerputsch im November 1923 traf die staatlichen Strukturen, neue Debatten kamen auf, auch zum Verhältnis zwischen Bayern und dem Reich. Im Auftrag der Regierung von Eugen von Knilling erarbeitete der Staatsrat Hans Schmelzle im bayerischen Außenministerium im Dezember 1923 eine Denkschrift zur Revision der Reichsverfassung. Das Dokument wurde am 4. Januar 1924 an Reichskanzler Wilhelm Marx überreicht.
Der Text verwies in einem ersten Teil darauf, dass das Deutsche Reich von 1871 auf den Einzelstaaten aufgebaut gewesen sei und in dieser Zeit seine größte Machtfülle erreicht habe. In einem zweiten Abschnitt wurden konkrete Reformen an der Weimarer Reichsverfassung angeregt. Karl Schwend beschrieb die Denkschrift als Kompromissprogramm. Sie war zwar auf die bayerischen Wünsche ausgerichtet, strebte aber keinen Sonderweg Bayerns an. Und sie lobte das Reich Bismarcks, erkannte aber nicht die in der Demokratie stark veränderte Rolle Preußens im Reich. Damit war das Dokument nicht geeignet, eine generelle föderale Reform zugunsten aller Länder und auf Kosten Preußens zu befördern. Wolfgang Zorn ordnete die Denkschrift sogar als „Rückzugsgefecht“ des „widerspenstigen Freistaats“ ein, da das Reich nicht zuletzt unter dem Eindruck des Hitlerputsches stärker auf Kontrolle der Länder setzte, denn deren Eigenständigkeit fördern wollte.
Die Denkschrift wurde in Berlin von der Reichsregierung zunächst wohlwollend aufgenommen, die Antwort fiel aber hart und kritisch aus. Ministerialdirigent Arnold Brecht verfasste zur Erwiderung ein 52-seitiges Memorandum, in dem die Verschiebung von Rechten auf die Länder zurückgewiesen wurde. Das Reich Bismarcks sei untergegangen, die Weimarer Republik müsse auf der starken Rolle des Reiches bestehen, da nur so die im Friedensvertrag von Versailles auferlegten Verpflichtungen erfüllt werden könnten. Eine Diskussion kam so nicht zustande. Beim Besuch des Reichskanzlers Hans Luther in München im Februar 1925 gelang es nicht, ihn zu einer inhaltlichen Aussage zum Verhältnis zwischen Reich und Ländern festzulegen. Die erste Denkschrift hatte so keine Wirkung zugunsten des Föderalismus, die Kritik an der Reichsverfassung regte stattdessen eine Diskussion an, in der der demokratisch-republikanische Charakter Deutschlands angegriffen und geschwächt wurde.

### Denkschrift vom Januar 1926
Die Schwächen der Weimarer Republik wurden im Laufe der Jahre 1924 und 1925 immer sichtbarer und zur Stützung etablierte sich die Reichsregierung nur noch stärker und drängte damit die föderalen Elemente weiter zurück. Der bayerische Ministerpräsident Heinrich Held beauftragte Staatsrat Schmelzle im Herbst 1925 mit einer neuen Denkschrift, die überwiegend von Ministerialrat Karl Sommer verfasst wurde. Sie wurde im Januar 1926 in Berlin übergeben. Die Vorschläge waren von „defensivem Charakter“, Bayern hatte sich mit der Weimarer Verfassung abgefunden. Forderungen nach einer Verfassungsreform drohten eher eine unitaristische Veränderung zu fördern. Deshalb forderte Bayern nicht mehr die Wiederherstellung der Verhältnisse des Kaiserreiches, sondern bestand auf ausdrücklicher Einhaltung der föderalen Zuständigkeiten. Zugleich wurde der Ausbau der Finanzhoheit der Länder angeregt, diese Reform aber nie ernsthaft vertreten und stattdessen ein erhöhter Finanzausgleich als realistisches Ziel angestrebt.
Kurzfristig hatte diese Politik Erfolg. Die Gesamtüberweisungen des Reiches an die Länder wurden ab April 1927 erhöht und das Reich übernahm vorübergehend die Kosten für die Erwerbslosenfürsorge. Um die Verhältnisse des Reiches zu den Ländern generell zu betrachten, wurde für den Januar 1928 eine Reichs-Länder-Konferenz einberufen. Für diese organisierten auch die Vertreter einer unitaristischen Einheitsstruktur des Reiches ihre Interessen und nutzten dazu den Deutschen Republikanischen Reichsbund, in dem der linke Flügel der Zentrumspartei, die Demokratische Partei und die Sozialdemokratische Partei Deutschlands zusammenfanden. Sie strebten eine republikanische Staatsform mit Durchgriff in alle Ebenen an, um damit ein reichsweites Sozialprogramm umsetzen zu können. In den Verhandlungen brachen die unterschiedlichen Interessen auf, zudem die Reichstagswahlen im Mai 1928 eine deutliche Stärkung der SPD brachte und sich die neue Reichsregierung unitaristischen Strukturen zuneigte.

### Denkschrift vom Oktober 1928
Für eine Tagung des Verfassungsausschusses der Länderkonferenz im Oktober 1928 legte der bayerische Ministerpräsident Held eine weitere Denkschrift unter dem Titel „Material zur Verfassungsreform“ vor. Darin führte er die „Mängel des deutschen Verfassungslebens“ nicht mehr auf das bundesstaatliche System der Weimarer Verfassung zurück, sondern auf „die Nichtbeachtung dieses Systems“. Die Länderkonferenz tagte bis 1930 und legte dann einen Vorschlag zur Verfassungsreform vor. Demnach sollte in Norddeutschland ein Einheitsstaat verwirklicht werden, in dem Preußen seine Regierung auf das Reich übertragen und seine bisherigen Provinzen direkt dem Reich unterstellen würde. Bayern, Sachsen, Württemberg und Baden blieben erhalten, alle kleineren Länder würden direkt der Reichsverwaltung unterstellt.
Für Bayern war dies inakzeptabel, zumal die Beratung der Finanzverhältnisse zwischen Reich und Ländern ausdrücklich ausgeklammert worden war. Ministerpräsident Held sagte im Juni 1930 jede weitere Teilnahme an Verhandlungen ab, die Reformen wurden nie verwirklicht.

### Denkschrift vom August 1932
Im Juli 1932 wurde im so genannten Preußenschlag der Freistaat Preußen durch Intervention des Reiches unter dem neuen Reichskanzler Franz von Papen rechtswidrig aufgehoben und unter Führung von Papens in der Funktion eines Reichskommissars gestellt. Damit änderte sich die Situation des Föderalismus noch einmal. Helds bayerische Regierung reagierte mit einer weiteren Denkschrift, die im August 1932 übergeben wurde. Darin wehrte sich Bayern nicht mehr gegen eine stärkere Verbindung zwischen Preußen und dem Reich, allerdings nur „unter einer besonderen Rechtssicherung für die Länder“. Diese wurde nicht näher definiert. Auf sein Schreiben erhielt Held keine Antwort, der Zusammenbruch der Demokratie war nach der Reichstagswahl vom Juli 1932 und der Auflösung des neu gewählten Reichstags schon in der konstitutiven Sitzung am 12. September vorgezeichnet, eine Debatte über den Föderalismus in der Weimarer Republik fand nicht mehr statt.